# Flustrellidra hispida
Flustrellidra hispida är en mossdjursart som först beskrevs av O. Fabricius 1780.  Flustrellidra hispida ingår i släktet Flustrellidra och familjen Flustrellidridae. Arten har varit reproducerande i Sverige, men är det inte längre. Inga underarter finns listade i Catalogue of Life.